# Никола Ашћерић
Никола Ашћерић (Београд, 19. априла 1991) српски је фудбалер који тренутно наступа за ОФК Бачку из Бачке Паланке.

## Трофеји и награде
Валета
- Премијер лига Малте : 2017/18.[10]